# Johnnie Fingers
Johnnie Fingers (vrai nom John  Moylett, né le 10 septembre 1956 en Irlande) est un pianiste et auteur-compositeur de pop et membre fondateur du groupe The Boomtown Rats. Il est connu pour son style de musique mélodique.

## Biographie
Johnnie Fingers vient d'une famille d'acteurs, d'artistes et de musiciens. Il apprit le piano dans sa jeunesse. Après les 'Rats', il commença Gung Ho avec un autre membre des Rats, Simon Crowe et puis Greengate. Il est marié avec deux enfants.
Johnnie Fingers vit à Tokyo, Japon où il travaille toujours dans l'industrie de la musique. En plus de produire et de composer la musique pour les artistes japonais comme UA et des chansons pour la télévision (voir l'anime B't X), Fingers travaille avec Smash Japan, les producteurs du plus grand festival de la musique au Japon Fuji Rock Festival.